# Akron Firestone Non-Skids 1937-1938
La stagione 1937-38 degli Akron Firestone Non-Skids fu la 1ª nella NBL per la franchigia.
Gli Akron Firestone Non-Skids vinsero la Eastern Division con un record di 14-4. Nei play-off persero la finale di division con gli Akron Goodyear Wingfoots (2-0).

## Roster
| N° | Naz.                   | Ruolo | Sportivo          | Anno | Alt. | Peso |
| -- | ---------------------- | ----- | ----------------- | ---- | ---- | ---- |
|    | Stati Uniti (bandiera) | GA    | Jack Ozburn       | 1913 | 185  | 77   |
|    | Stati Uniti (bandiera) | GA    | Howard Cable      | 1913 | 191  | 91   |
|    | Stati Uniti (bandiera) | GA    | Al Bonniwell      | 1911 | 188  | 84   |
|    | Stati Uniti (bandiera) | G     | Paul Tobin        | 1909 | 175  | 77   |
|    | Stati Uniti (bandiera) | A     | Warren Whitlinger | 1914 | 175  | 77   |
|    | Stati Uniti (bandiera) | AC    | Duck Dowell       | 1912 | 191  | 91   |
|    | Stati Uniti (bandiera) | C     | Slim Shoun        | 1904 | 211  | 79   |
|    | Stati Uniti (bandiera) | GA    | Mally Johnson     | 1908 | 178  | 75   |
|    | Stati Uniti (bandiera) | AC    | Jack Shaffer      | 1908 | 191  | 86   |
|    | Stati Uniti (bandiera) | G     | Sew Leeka         | 1907 | 185  | 84   |
|    | Stati Uniti (bandiera) | G     | Bill Reeves       | 1904 | 178  | 75   |

## Staff tecnico
- Allenatore: Paul Sheeks